# 張文禮 (永樂進士)
张文礼，字用中，云南宁州人，明朝政治人物、進士出身。

## 生平
永樂二年（1404年），登進士，后擔任涪陵州学正，后改任雲南府教授，勤于教書育人。